# Ponidzie

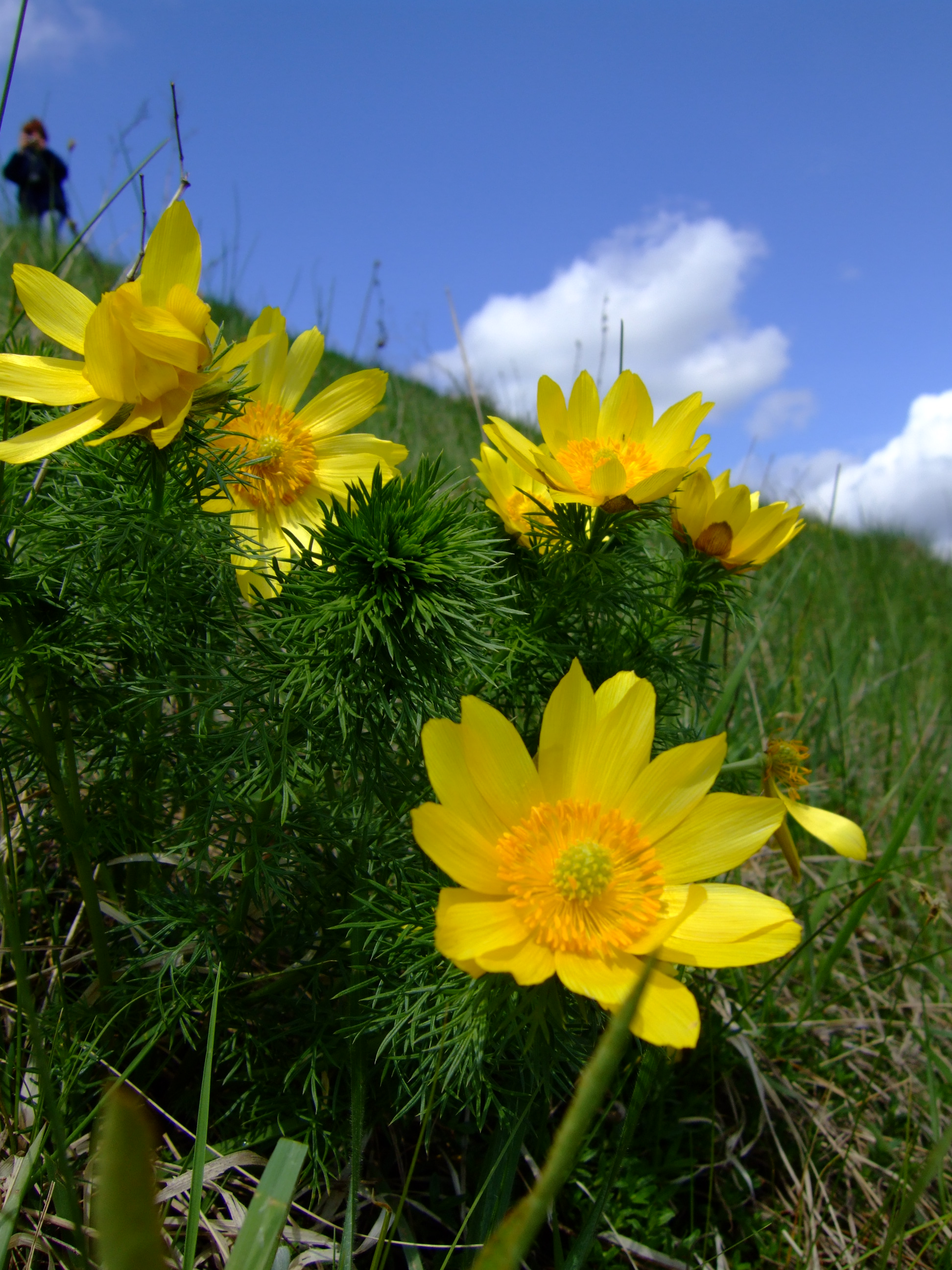
Miłek wiosenny – roślinny symbol Ponidzia

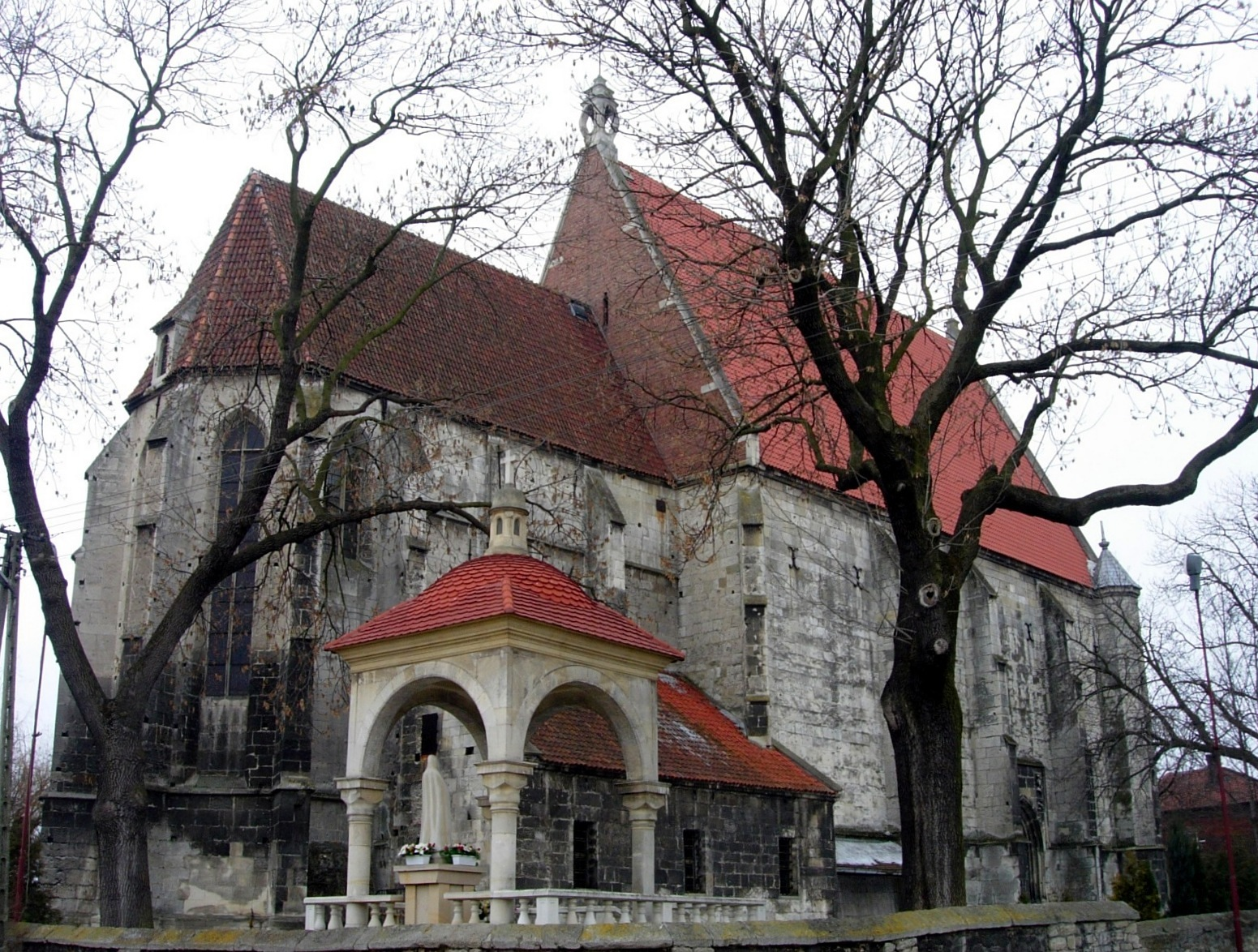
Gotycka Bazylika Narodzenia Najświętszej Marii Panny w Wiślicy

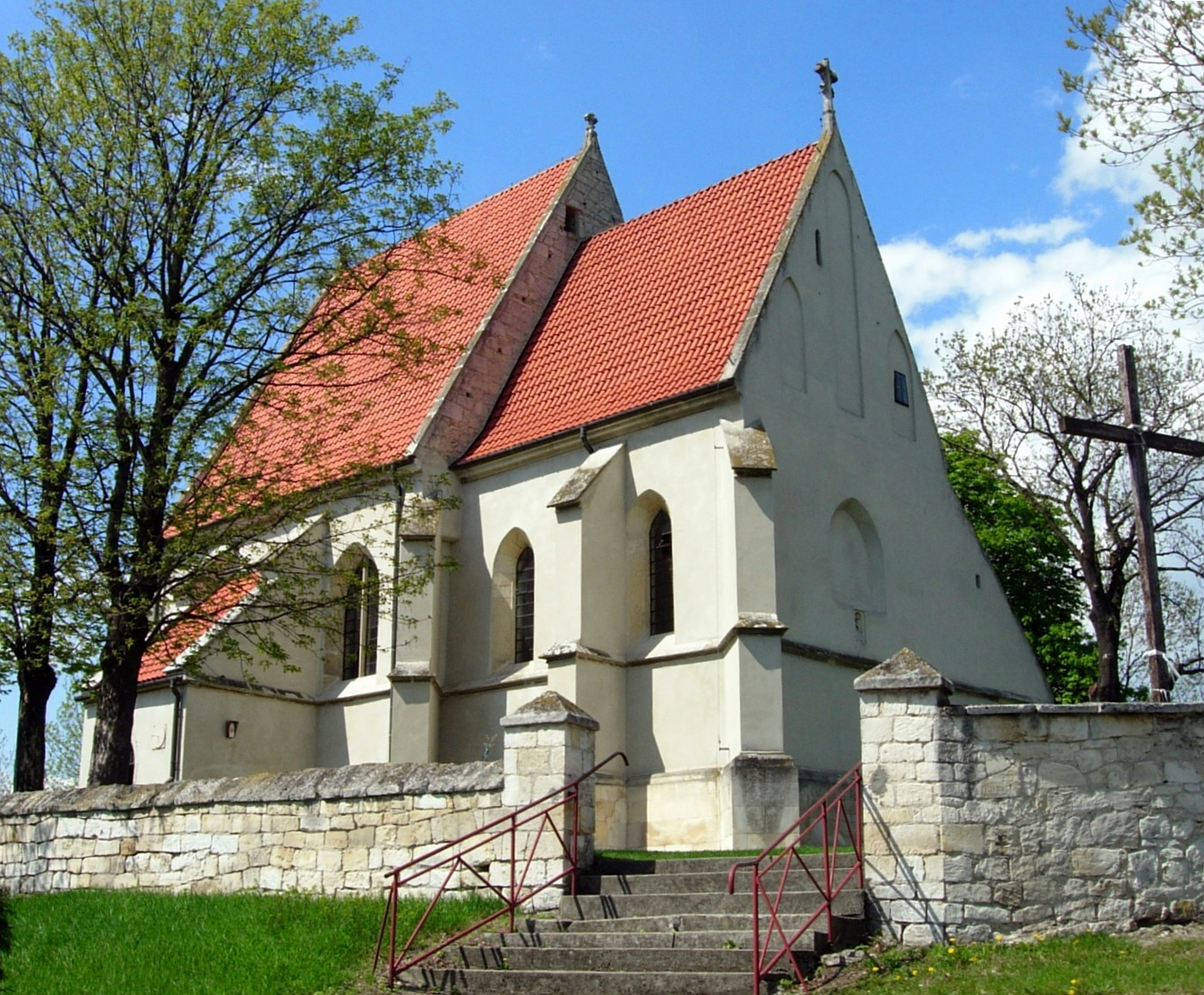
Gotycki kościół w Chotlu Czerwonym

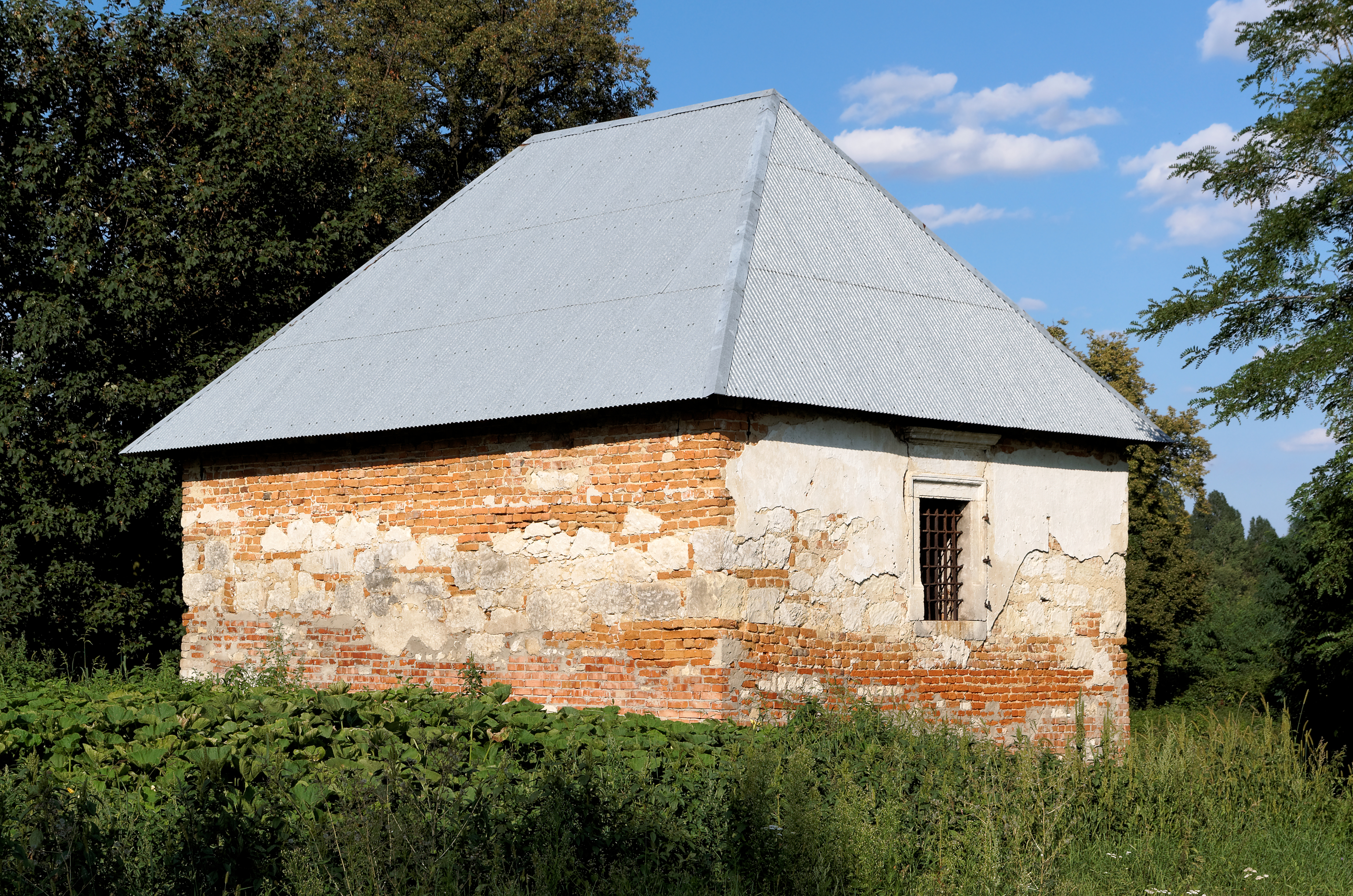
Kolosy – zbór ariański z 1654

Ponidzie – region położony w województwie świętokrzyskim na terenie Niecki Nidziańskiej, nad środkową i dolną Nidą, od Chęcin po Nowy Korczyn.

## Warunki naturalne
Występują tu wzniesienia z okresu miocenu, zbudowane głównie ze skał gipsowych. W południowej części regionu dominuje krajobraz nizinny.
Na terenie Ponidzia umiejscowione są trzy parki krajobrazowe: Nadnidziański, Szaniecki i Kozubowski. W rezerwatach przyrody Przęślin, Skorocice, Krzyżanowice, Skotniki Górne, Winiary Zagojskie, Góry Wschodnie, Grabowiec i Skowronno występują relikty roślinności stepowej. Spotykane są tu często podmokłe łąki, torfowiska i stawy rybne. W Rezerwacie przyrody Owczary rosną jedyne na terenie Niecki Nidziańskiej słonorośla. Latem, na polach opodal Winiar Dolnych, można poczuć się jak w Prowansji a to za sprawą uprawianej tu od lat lawendy.
Jedną z atrakcji turystycznych regionu jest kolej wąskotorowa "Ciuchcia Express Ponidzie", która łączy Pińczów z Jędrzejowem.
Współcześnie, do ważniejszych ośrodków regionu należą: Pińczów, Jędrzejów i Busko-Zdrój.

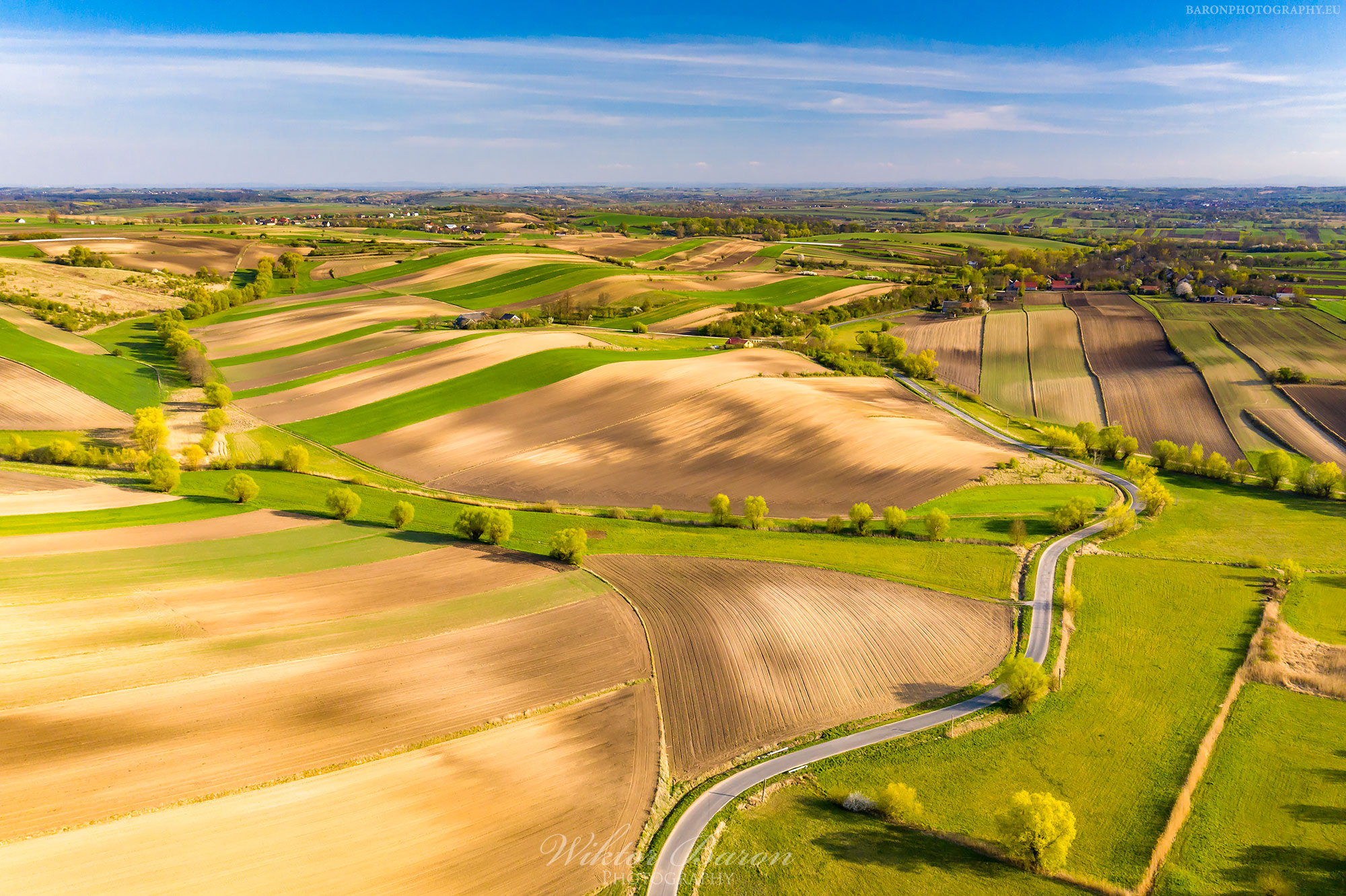
Ponidzie z lotu ptaka w okolicach Czarnocina

Roślinnym symbolem Ponidzia jest miłek wiosenny, za architektoniczny uznaje się kolegiatę wiślicką.

## Historia regionu
Ponidzie jest regionem rolniczym o tradycjach sięgających tysiące lat wstecz. W pałacu Wielopolskich w Chrobrzu prezentowane są liczące 7,5 tys. lat eksponaty znalezione podczas prac archeologicznych w Pełczyskach, miejscowości która przez trzy ostatnie stulecia p.n.e. była najbogatszą osadą celtycką w całej Małopolsce. W leżących opodal Buska-Zdroju Żernikach Górnych zachował się prehistoryczny kurhan i ślady pochówków sprzed 4500 lat p.n.e..
Położone w połowie drogi pomiędzy Krakowem i Sandomierzem Ponidzie swój złoty okres miało w średniowieczu. Tu wybudowano zamki królewskie, tu często rezydowali władcy i dwór, tu odbywały się wiece i zjazdy rycerskie, tu dochodziło do doniosłych wydarzeń rangi państwowej.
Tu np.:
- w 1226 w Starym Korczynie urodził się Bolesław V Wstydliwy, książę krakowski i sandomierski, ostatni przedstawiciel małopolskiej linii Piastów,
- w 1257 r. podczas zjazdu w Koperni k. Pińczowa tenże książę Bolesław Wstydliwy wydał akt lokacyjny dla Krakowa,
- w 1362 r. w Wiślicy ogłoszono Statuty Kazimierza Wielkiego – jedyną kodyfikację prawa sądowego za panowania Piastów.
- w 1439 r. w bitwie na polach Grotnik koło Nowego Korczyna Zbigniew Oleśnicki dowodząc armią królewską pokonał wojska konfederatów husyckich pod wodzą Spytka z Melsztyna

- w 1479 r., w Nowym Korczynie  wielki mistrz krzyżacki Martin Truchsess von Wetzhausen złożył hołd lenny Kazimierzowi Jagiellończykowi,
- w 1587 r. w Wiślicy miał miejsce sejm elekcyjny podczas którego nastąpiła podwójna elekcja: arcyksięcia Maksymiliana Habsburga i Zygmunta Wazy, który ostatecznie został wybrany na króla Polski.
- w 1918 r. na części Ponidzia opanowanej po rozbrojeniu wojsk okupacyjnych utworzono tzw. I Republikę Pińczowską[3]

- w 1939 r. przez tereny Ponidzia wycofywała się armia Kraków dowodzona przez  Antoniego Szylinga. W okolicy Broniny doszło do bitwy między oddziałami armii „Kraków” a wojskami niemieckimi[4].
- w 1944 r. część terenu Ponidzia wyzwolonego przez oddziały Batalionów Chłopskich, Armii Krajowej i Armii Ludowej spod okupacji niemieckiej nazwano Republiką Pińczowską[5]

- w 1945 r. po ofensywie styczniowej przeprowadzonej przez Armię Czerwoną z przyczółka baranowsko-sandomierskiego cały teren Ponidzia został wyzwolony spod okupacji niemieckiej[6].

## Bracia polscy na Ponidziu

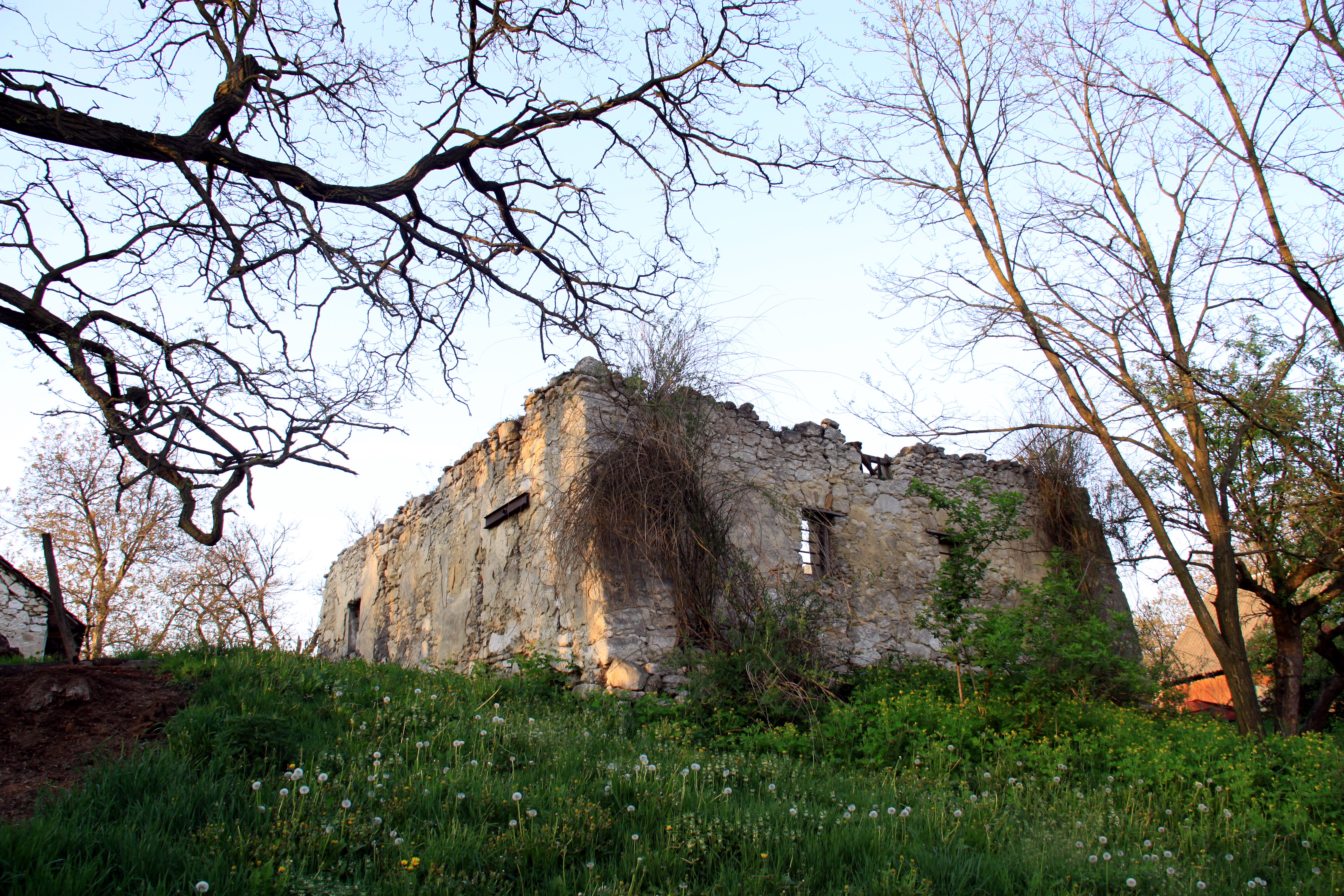
Pęczelice. Ruiny ariańskiego kościoła z XVII w.

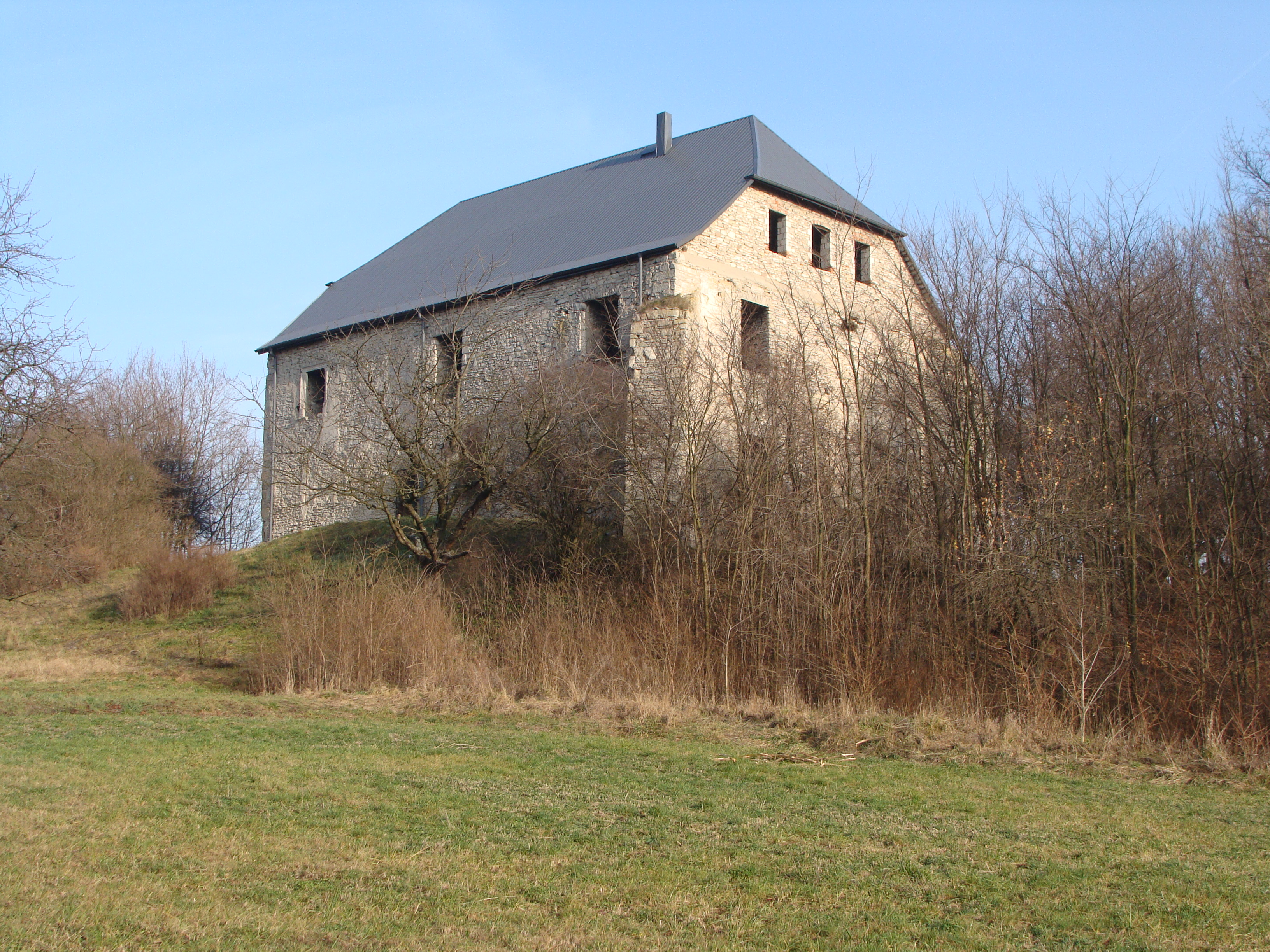
Szaniec – dwór renesansowy pełniący rolę zboru braci polskich

W XVI w. Ponidzie było terenem działalności braci polskich z największą ilością zborów w Polsce. Cała kraina pokryta była siecią szkół, zborów i bibliotek braci polskich znajdujących się między innymi w miejscowościach: Brzezie, Chmielnik, Chwałowice, Czarkowy, Czarnocin, Cieszkowy, Gacki, Gnojno, Góry, Gruszczyn, Jędrzejów, Kazimierza Wielka, Kije, Kolosy, Krzcięcice, Lubcza, Ludynia, Łapczyna Wola, Mieronice, Moskorzew, Nagłowice, Oksa, Pełczyska, Pęczelice, Piasek Wielki, Pińczów, Raszków, Rogów, Sancygniów, Secemin, Sędziejowice, Skorczów, Sobków, Staszów, Strzelce, Szaniec, Szczekociny, Węchadłów, Wiślica, Wodzisław, Żerniki Górne i innych.
Z Ponidziem związani byli następujący reformatorzy: Andrzej Lubieniecki (zm. 1623), Krzysztof Lubieniecki, Jan Łaski, Hieronim Moskorzewski, Grzegorz Orsatius, Samuel Przypkowski, Marcin Ruar, Jan Sienieński, Faust Socyn, Jan Stoiński i Piotr Statorius Strojeński. Działacze głoszący zasady równości społecznej i pacyfizmu, rozwijający kulturę narodową i oświatę oraz walczący z wyzyskiem feudalnym i złem tkwiącym w kościele.
Pamiątkami po działalności Braci polskich na Ponidziu są, między innymi:
- Zabytkowy zbór ariański w Pęczelicach
- Zabytkowy dwór w Szańcu, będący przez pewien czas kościołem ariańskim
- Zabytkowy zbór ariański w Kolosach

## Znani Ponidzianie

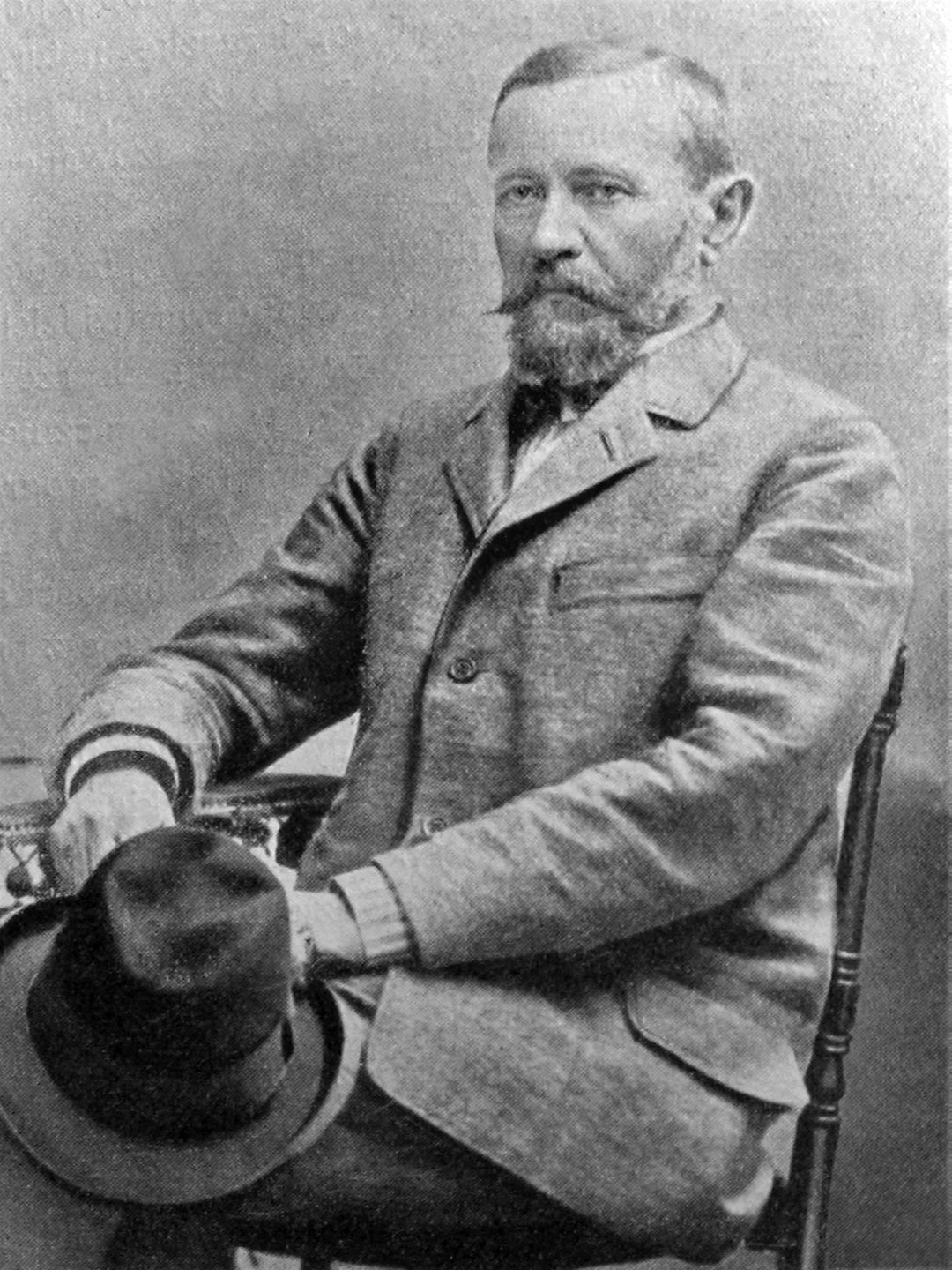
Adolf Dygasiński. Pisarz z Ponidzia

Przez wiele lat mieszkał tu Jan Chryzostom Pasek. Na Ponidziu mieszkał także  Hugo Kołłątaj uczeń szkoły średniej w Pińczowie a następnie proboszcz parafii w Krzyżanowicach i Pińczowie. Z Ponidziem związane jest ponadto życie i twórczość Adolfa Dygasińskiego i Wojciecha Belona, którego piosenka "Nuta z Ponidzia", wykonywana przez zespół Wolna Grupa Bukowina uznawana jest za nieformalny hymn tej krainy.
W twórczości Adolfa Dygasińskiego zostały upamiętnione następujące miejscowości Ponidzia: Chroberz, Jurków, Kije, Kopernia, Krzyżanowice, Młodzawy, Pawłowice, Pińczów, Skowronno, Skrzypiów, Uników, Włochy, Włoszczowice, Zagość i Zakrzów.

## Galeria – flora i fauna Ponidzia

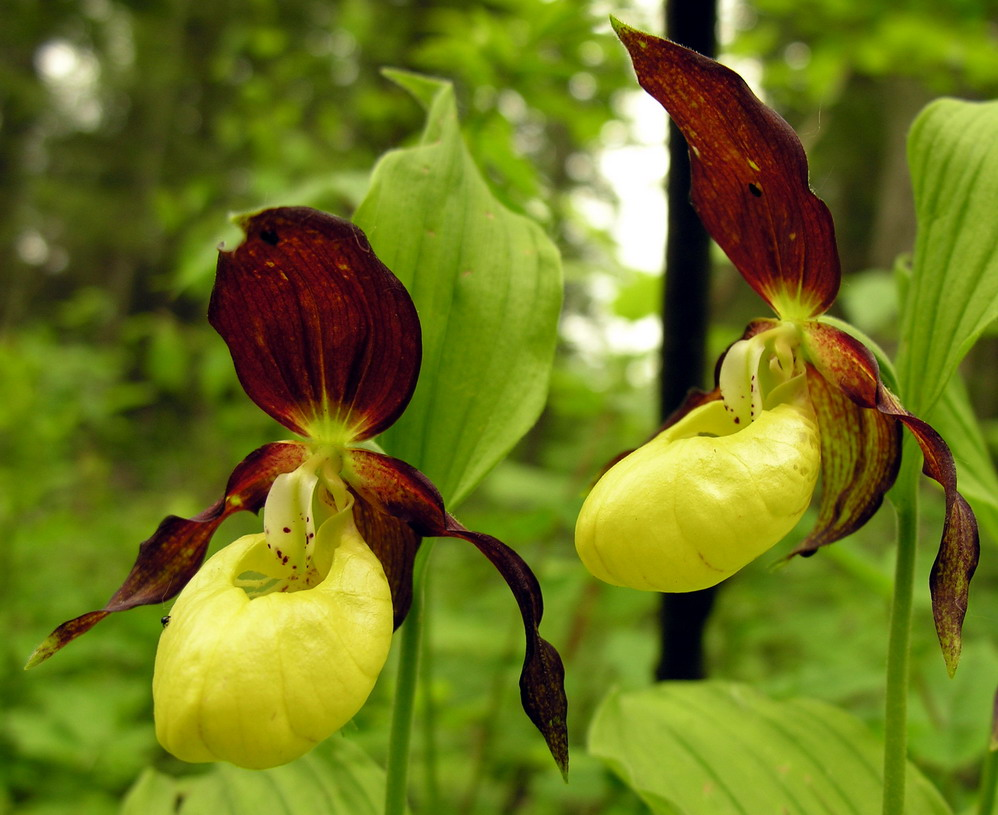
Obuwnik pospolity
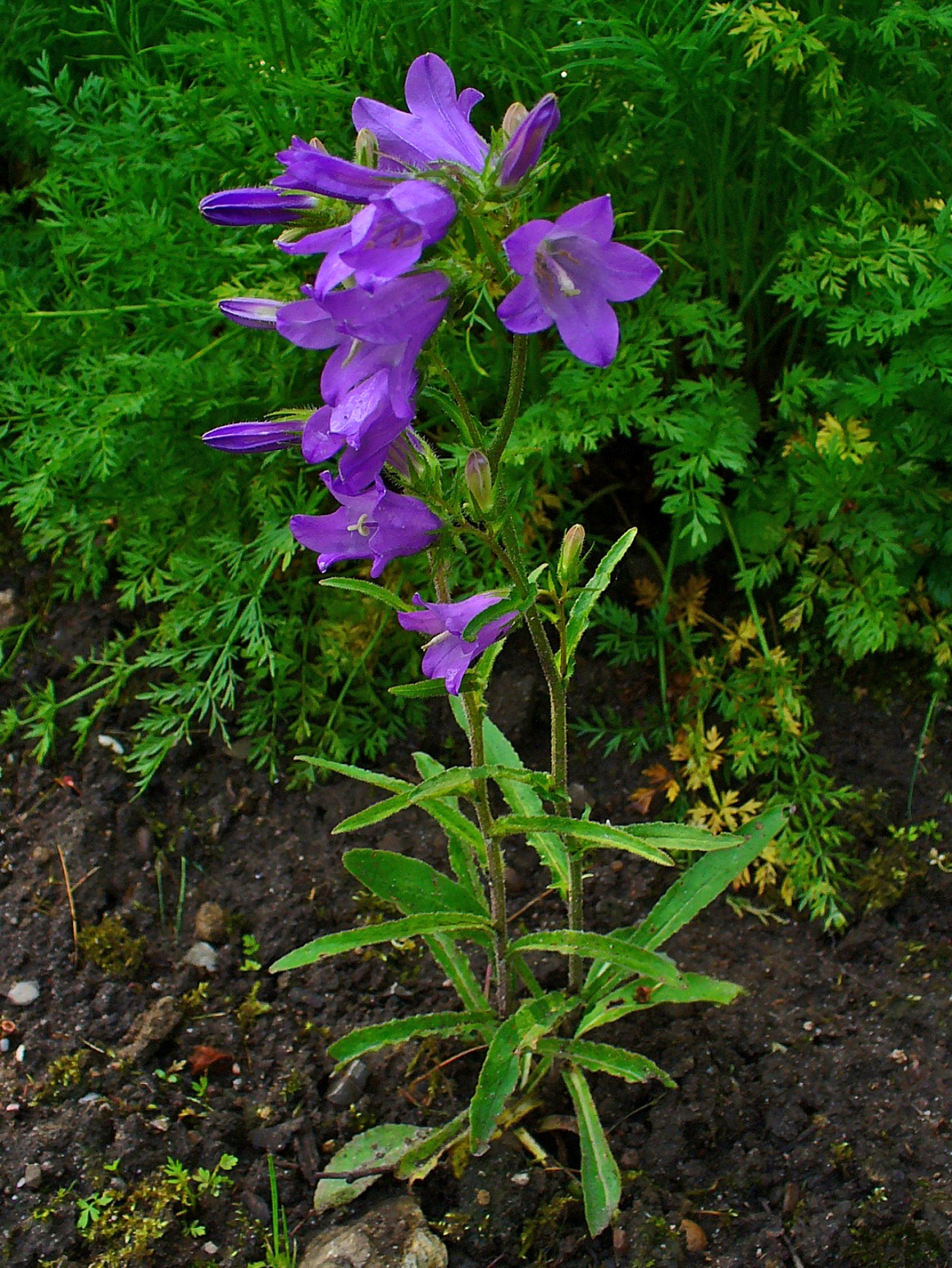
Dzwonek syberyjski. Pęczelice
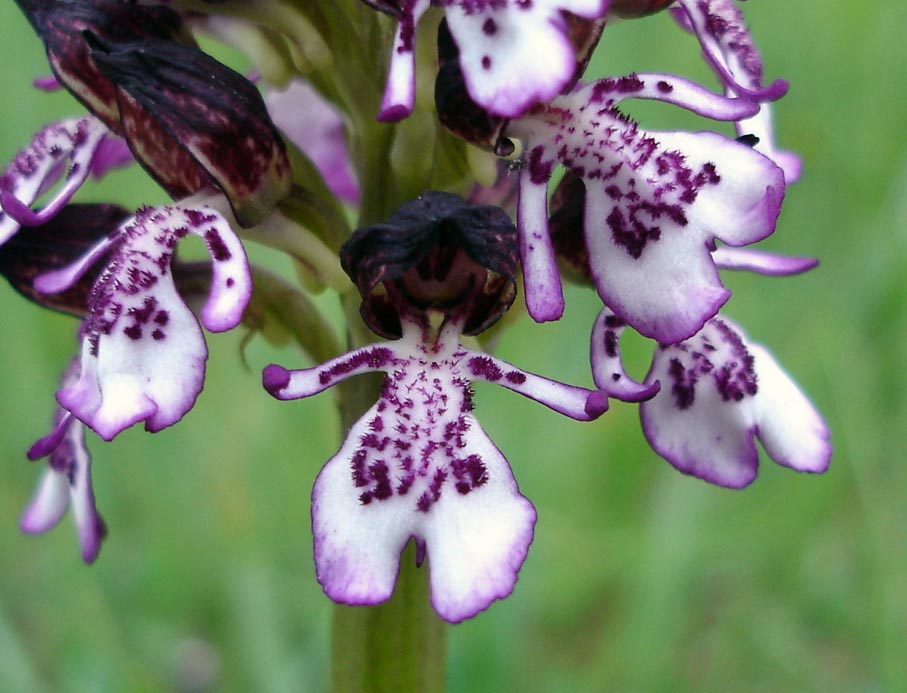
Storczyk purpurowy
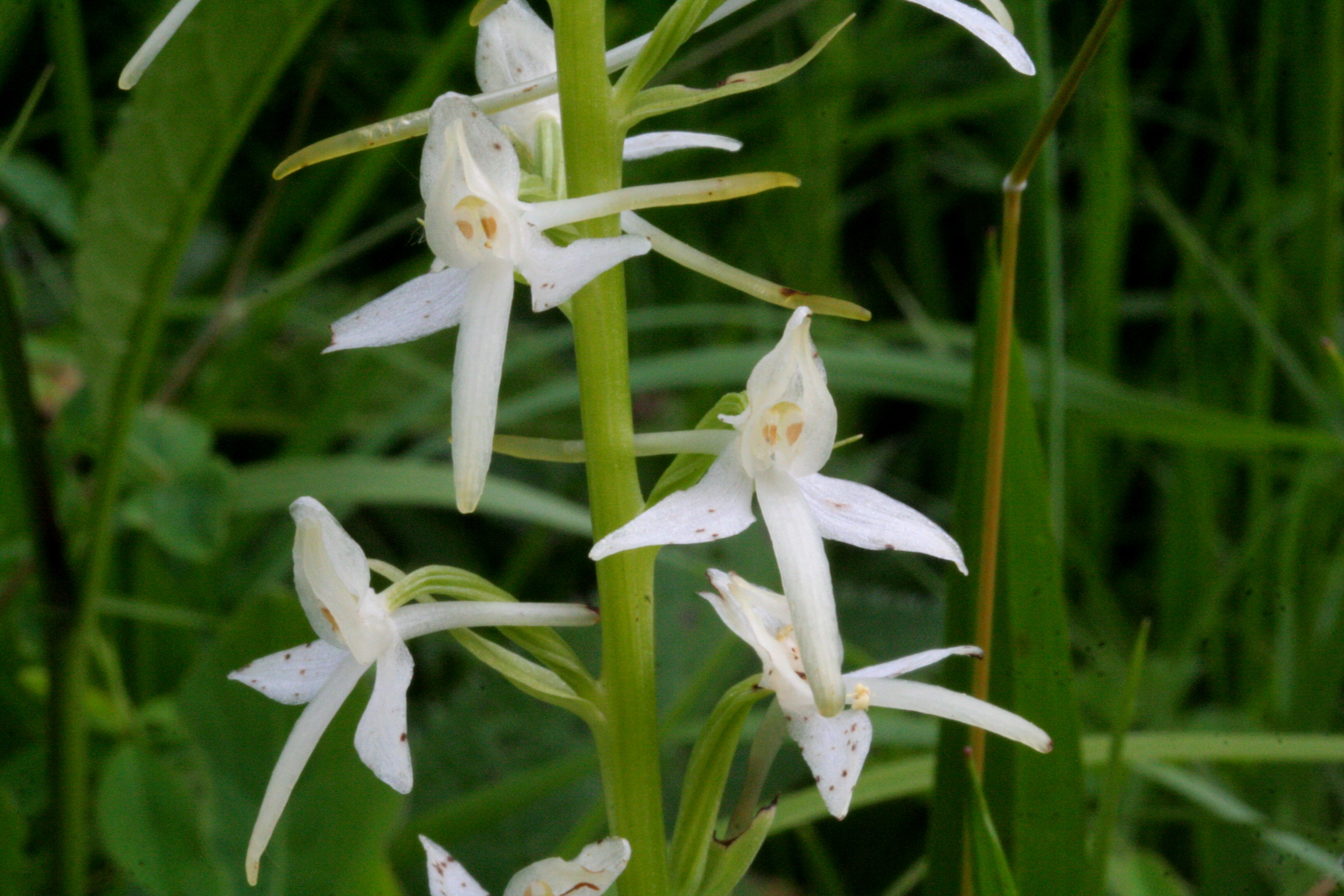
Podkolan biały
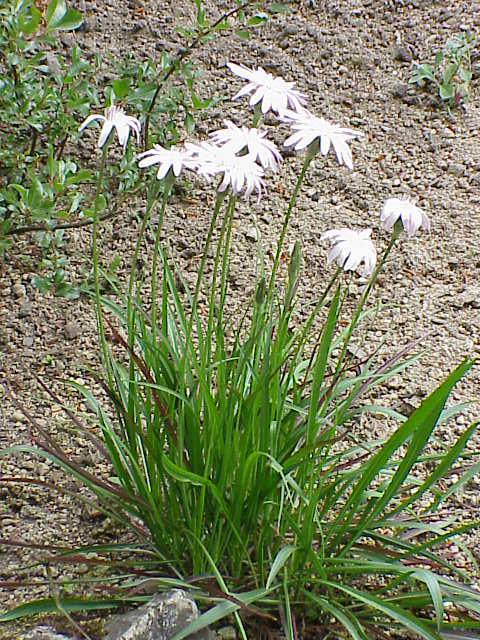
Wężymord stepowy, Skorocice
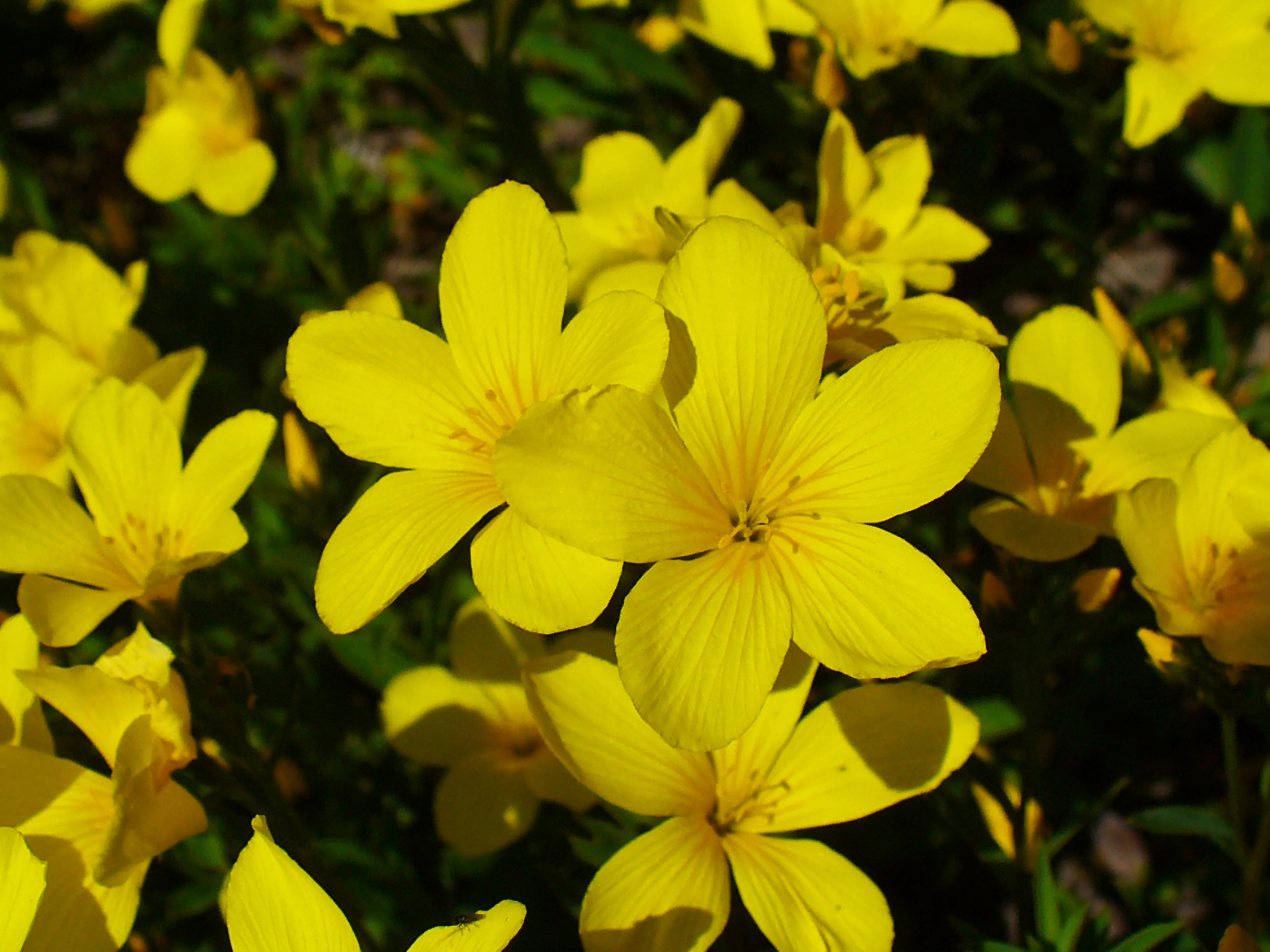
Len złocisty
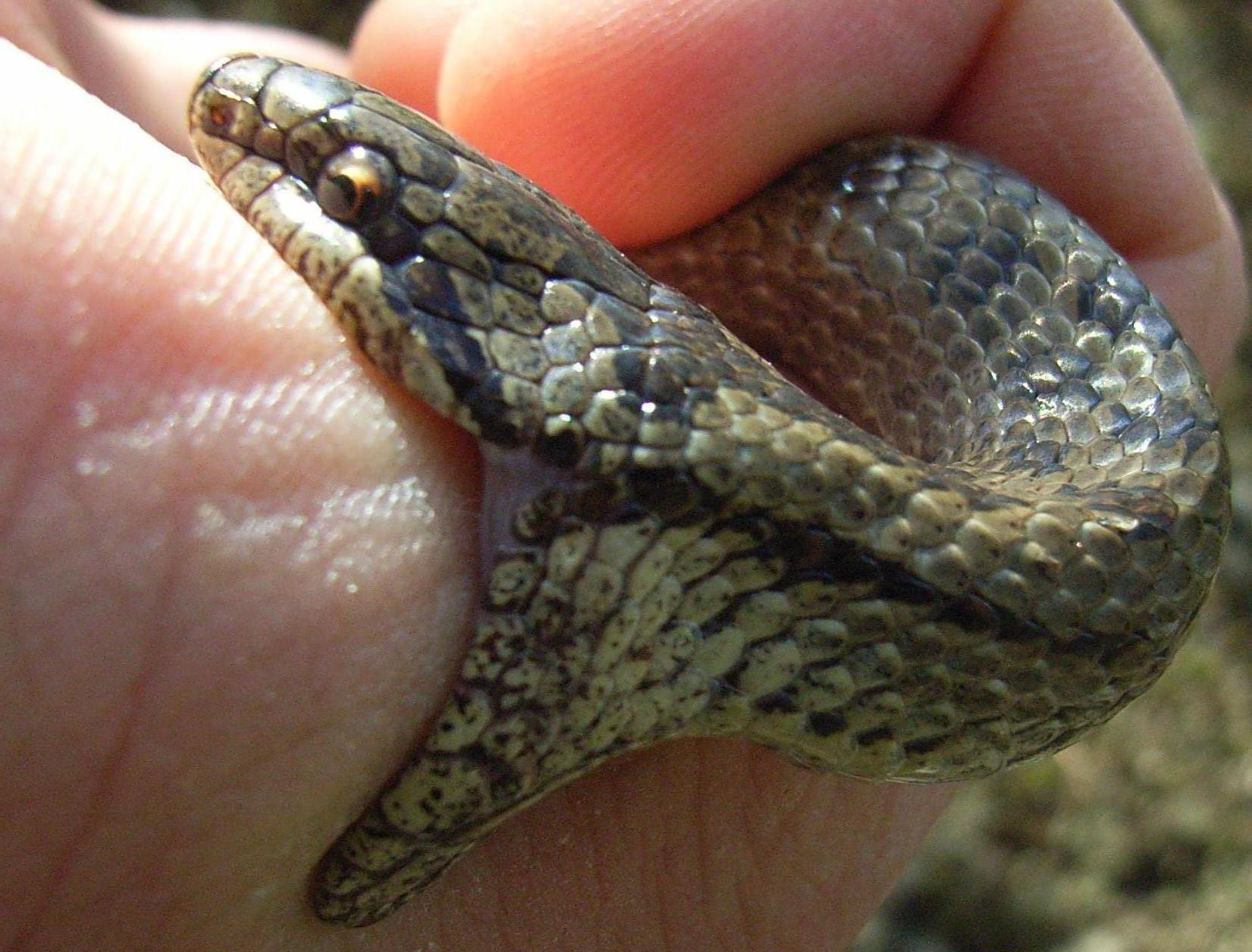
Gniewosz plamisty, Kozubowski Park Krajobrazowy
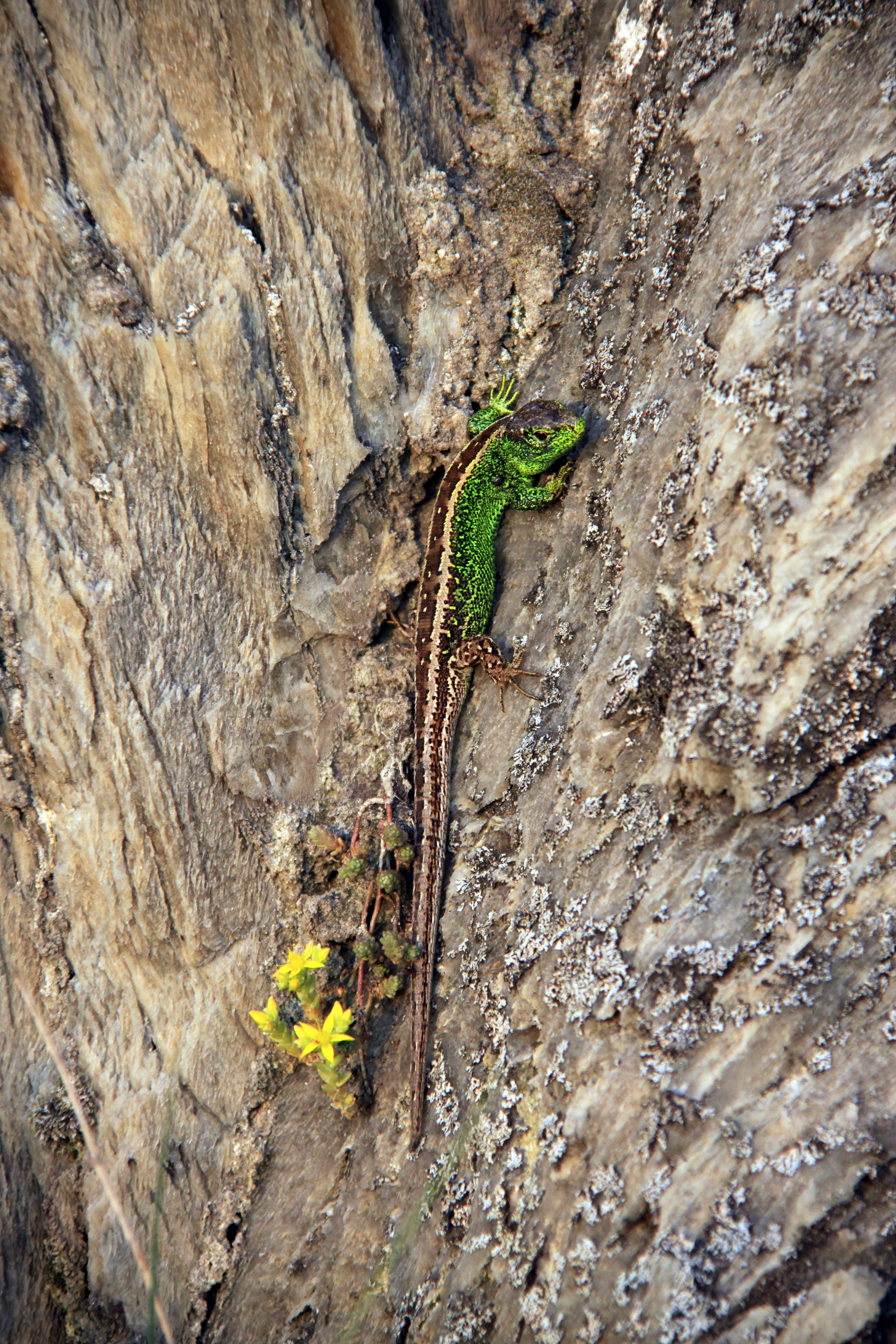
Jaszczurka zwinka, Marzęcin
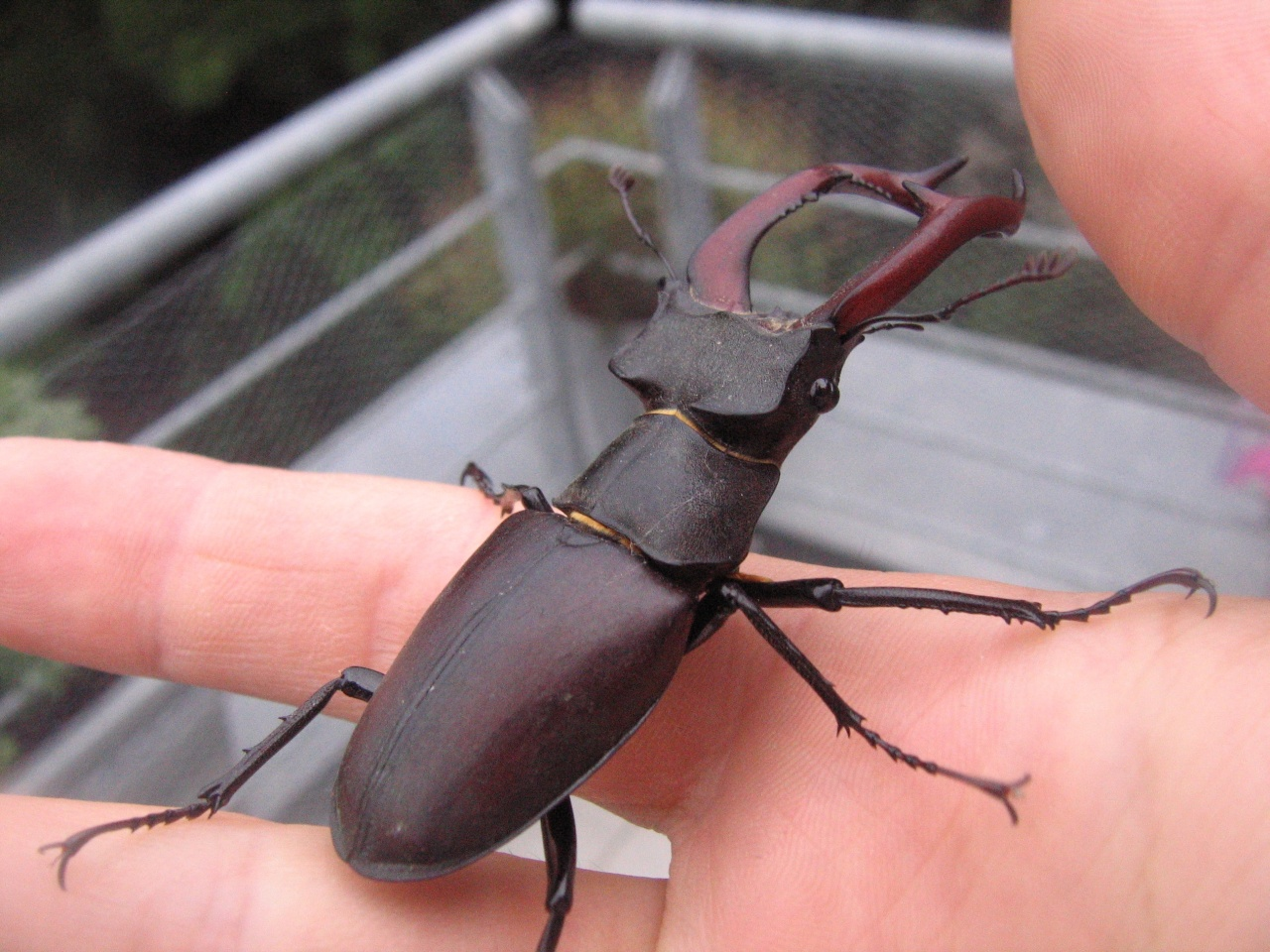
Jelonek rogacz, Kozubowski Park Krajobrazowy
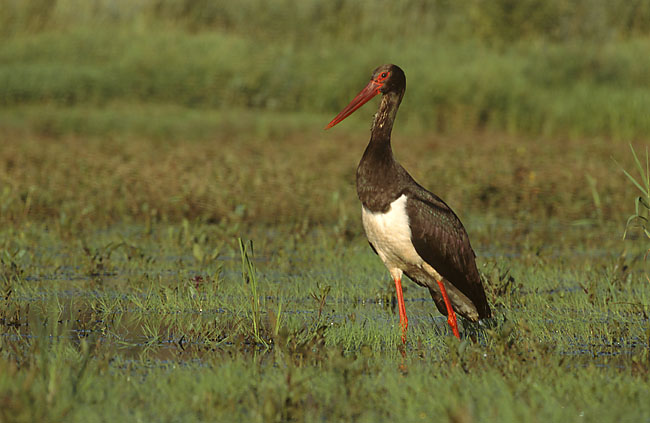
Bocian czarny, Gorysławice
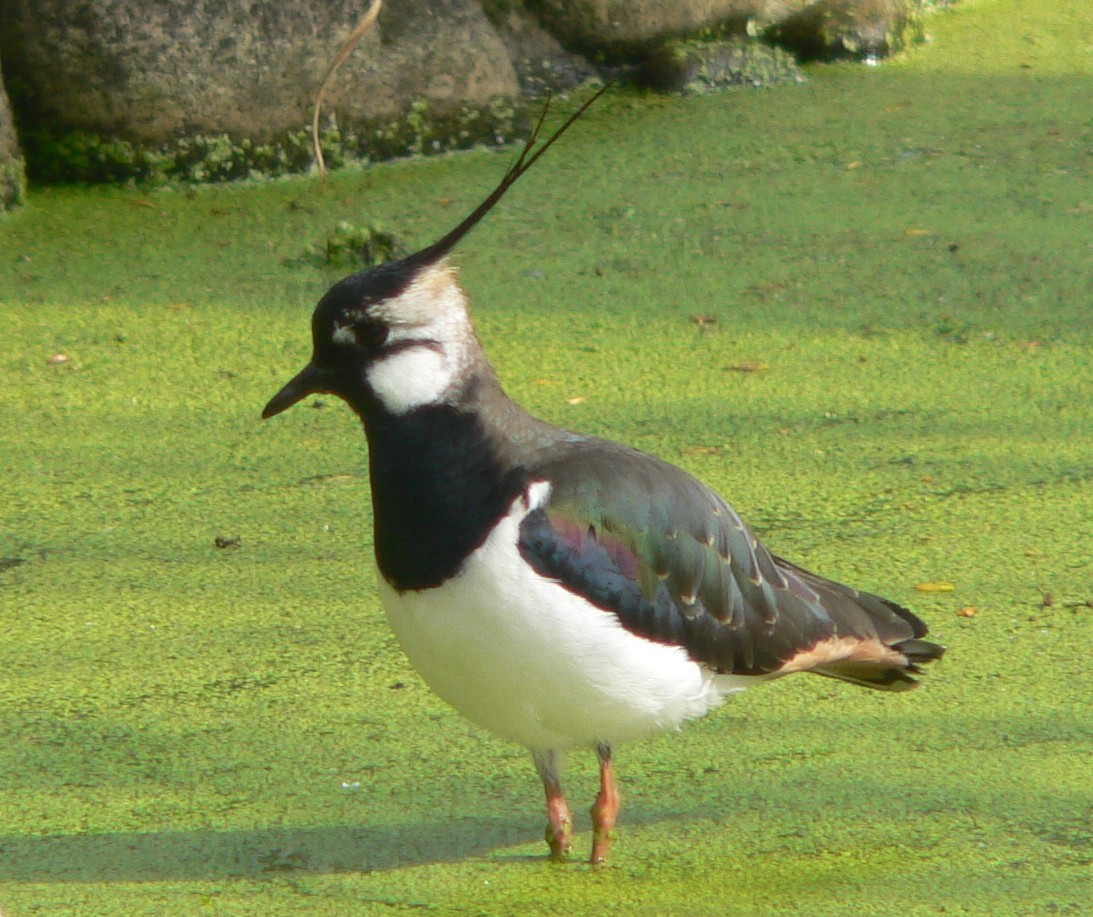
Czajka zwyczajna, Chroberz
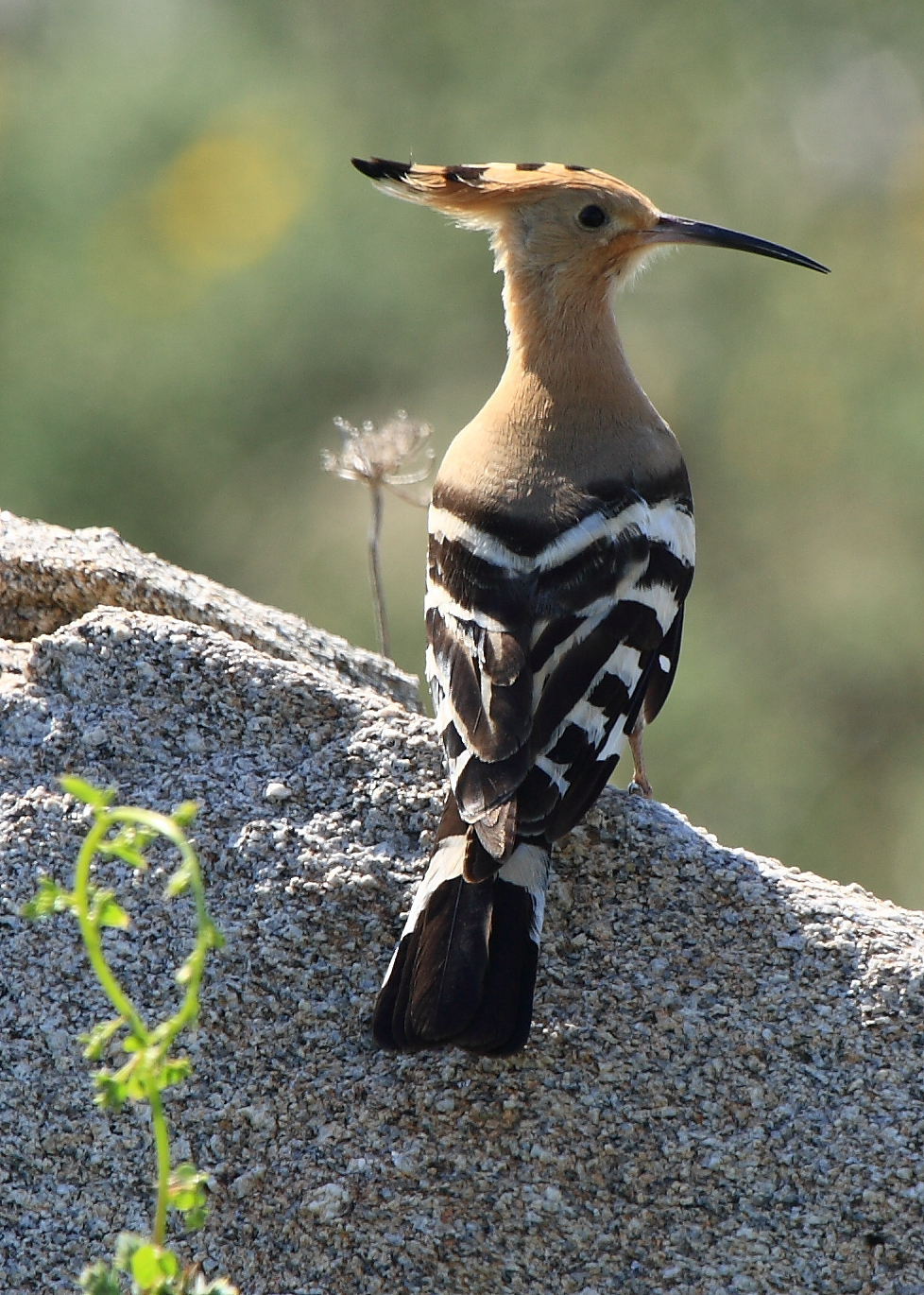
Dudek, Kobylniki (powiat buski)

## Przypisy

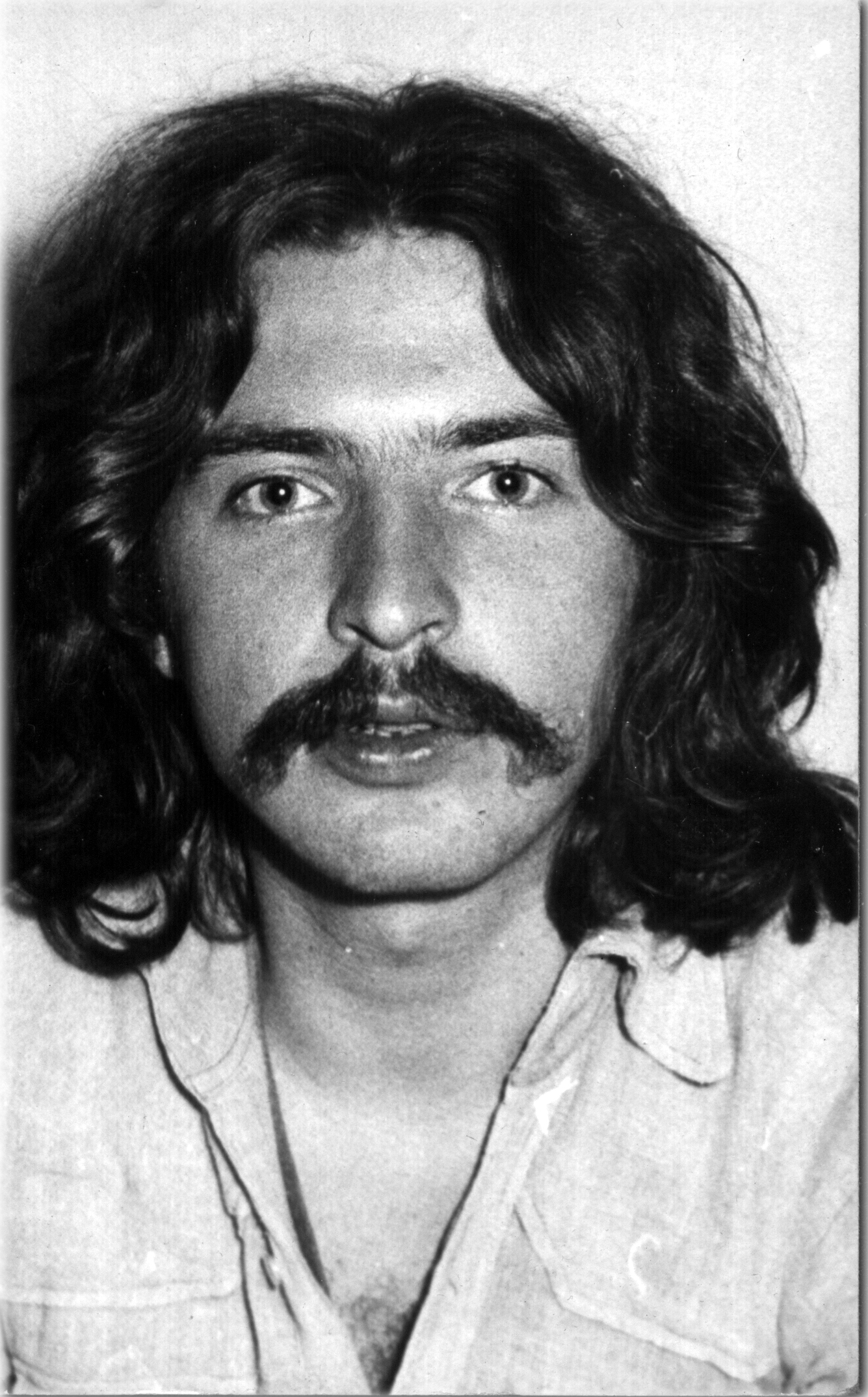
Wojciech Belon bard Ponidzia